# Medical Maestro Magazine
Medical Maestro Magazine – specjalistyczny dwumiesięcznik z dziedziny medycyny i biznesu wydawany od 2014 roku przez wydawnictwo Kapitał Ludzki (grupa kapitałowa Szumska.pl).
Czasopismo skierowane jest do lekarzy, lekarzy dentystów, zarządzających w medycynie, pozostałego personelu medycznego, jak również słuchaczy kierunków medycznych.
Czasopismo zawiera artykuły w języku polskim i angielskim pisane przez specjalistów z danych dziedzin z zakresu: medycyna, prawo w medycynie, architektura w zakładach opieki zdrowotnej, medycyna praktyczna, psychologia w medycynie, relacje z pacjentem, ekonomia i zarządzanie oraz działalność biznesowa w ochronie zdrowia.
„Medical Maestro Magazine” stawia sobie za cel przekazywanie lekarzom, lekarzom dentystom, farmaceutom, pracownikom służby zdrowia i studentom kierunków medycznych wiedzy o sposobie prowadzenie i zarządzania zakładami opieki zdrowotnej (jak przychodnie, gabinety, szpitale), o wzorach komunikacji pomiędzy personelem medycznym a pacjentem i innymi współpracownikami oraz o najnowszych trendach w dziedzinach okołomedycznych.
Redaktor naczelną pisma od momentu powstania jest dr Magdalena Szumska.